# Puerto de Mejillones
Puerto de Mejillones is een provincie in het departement Oruro in Bolivia. De provincie heeft een oppervlakte van 785 km² en heeft 2.076 inwoners (2012). De hoofdstad is La Rivera.
Puerto de Mejillones is verdeeld in drie gemeenten:
- Carangas
- La Rivera
- Todos Santos

Atahuallpa · 
Carangas · 
Cercado · 
Eduardo Avaroa · 
Ladislao Cabrera · 
Litoral de Atacama · 
Nor Carangas · 
Pantaléon Dalence · 
Poopó · 
Puerto de Mejillones · 
Sajama · 
San Pedro de Totora · 
Saucarí · 
Sebastián Pagador · 
Sud Carangas · 
Tomas Barrón